# B-Moll
b-Moll ist eine Tonart des Tongeschlechts Moll, die auf dem Grundton b aufbaut. Die Tonart b-Moll wird in der Notenschrift mit fünf ♭ (b, es, as, des, ges) vorgezeichnet. Auch die entsprechende Tonleiter und der Grundakkord dieser Tonart (die Tonika b-des-f) werden mit dem Begriff b-Moll bezeichnet.
Notenbeispiel Tonleiter im melodischen Moll und Grundakkord:

## Verwendung
Die Tonart b-Moll war vor dem Aufkommen der gleichstufigen Stimmung ungebräuchlich, sodass Werke in dieser Tonart erst seit dem 18. Jahrhundert vorliegen.
Beispiele von Kompositionen:
- Johann Sebastian Bach: Präludium und Fuge BWV 867 (WK1), Präludium und Fuge BWV 891 (WK2)
- Georg Philipp Telemann: Herr, wir liegen vor dir mit unserm Gebet, TWV 1:781 (ca. 1720)
- Ludwig van Beethoven: An die Hoffnung, Op. 94 (1813-15)
- Frédéric Chopin: Klaviersonate Nr. 2, b-Moll, Op. 35 (1839/40)
- Pjotr Tschaikowski: Klavierkonzert Nr. 1, op. 23 (1874)
- Max Reger: Fantasie und Fuge über B-A-C-H, Op. 46 (1900)
- Samuel Barber: Adagio for Strings (1938)

## Position der Tonart im Quintenzirkel
| Vorzeichen: | 7♭ +fes | 6♭ +ces | 5♭ +ges | 4♭ +des | 3♭ +as | 2♭ +es | 1♭ +b |   | 1♯ +fis | 2♯ +cis | 3♯ +gis | 4♯ +dis | 5♯ +ais | 6♯ +eis | 7♯ +his |
| Dur:        | Ces     | Ges     | Des     | As      | Es     | B      | F     | C | G       | D       | A       | E       | H       | Fis     | Cis     |
| Moll:       | as      | es      | b       | f       | c      | g      | d     | a | e       | h       | fis     | cis     | gis     | dis     | ais     |